# Shaun Morgan

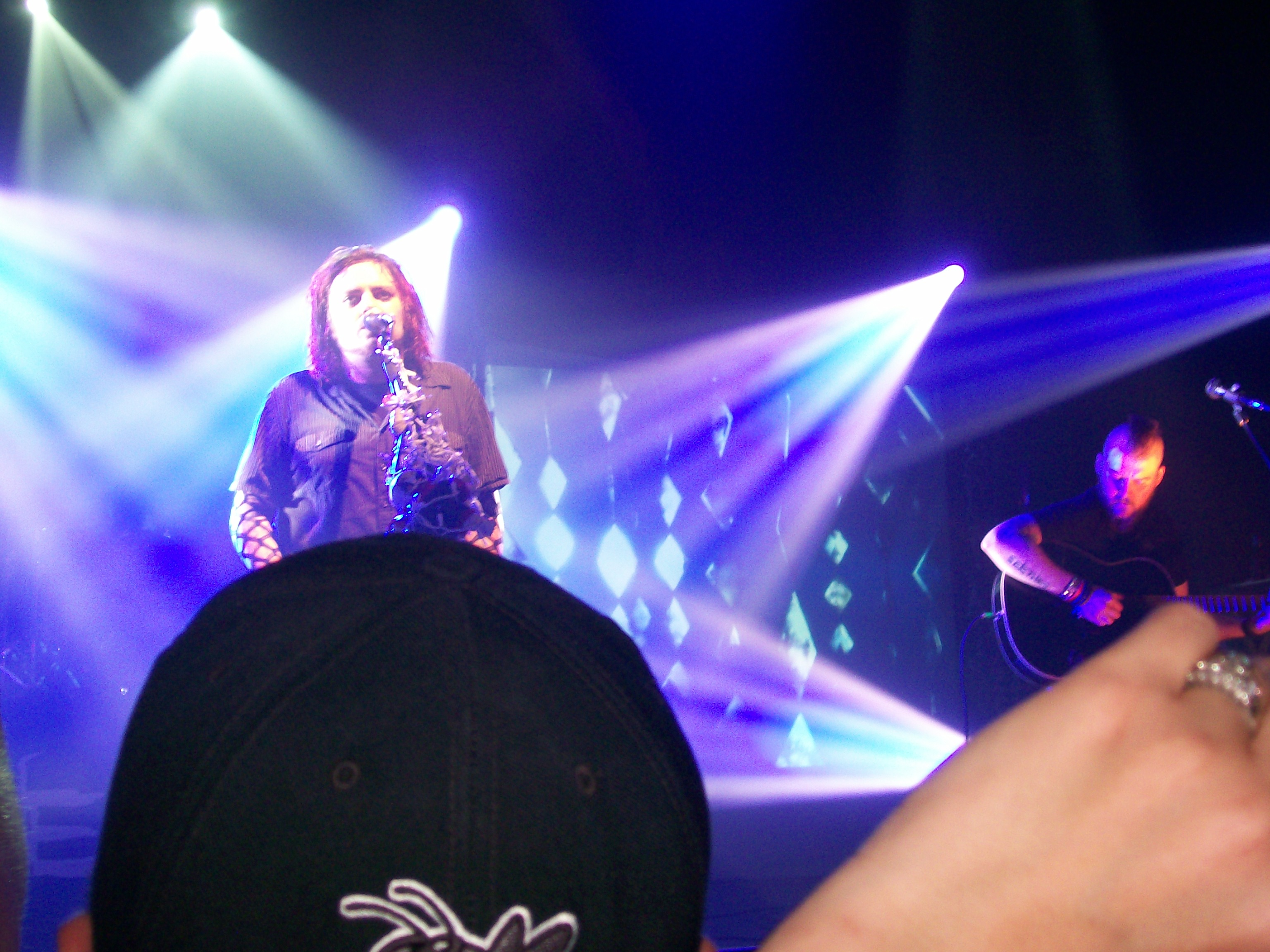
Shaun Morgan live med Seether 2008.

Shaun Morgan Welgemoed, född 21 december 1978 i Pietermaritzburg, är en sydafrikansk sångare, mest känd som medlem i det sydafrikanska postgrungebandet Seether.